# Rodenberg
Rodenberg is een kleine stad, tevens gemeente in de Duitse deelstaat Nedersaksen. De gemeente maakt deel uit van de Samtgemeinde Rodenberg in het Landkreis Schaumburg.
Rodenberg telt 6.568 inwoners.
In het gemeentehuis te Rodenberg, een voormalig gerechtsgebouw, zetelt ook het bestuur van de Samtgemeinde Rodenberg. Tot de gemeente behoort, naast het gelijknamige stadje, het ten noordwesten ervan gelegen Ortsteil Algesdorf, met het gelijknamige landgoed.

## Ligging, infrastructuur
Rodenberg ligt in het dal tussen de heuvelruggen Deister aan de oostkant en Süntel aan de zuidkant, behorend tot het Wezerbergland, en de Bückeberge ten  westen van de gemeente. De grootste plaats in de verdere omgeving is de stad Hannover, hemelsbreed ruim 25 km en over de weg circa 30 km oostwaarts.  Kleinere steden in de nabije omgeving zijn Stadthagen ( in westelijke richting) en Bad Nenndorf, bijna direct ten noorden van Rodenberg-stad.
Via de Bundesstraße 442 en de west-oost lopende B65 en de Autobahn A2 (afrit 37 Lauenau, die hier de B442 kruist) zijn er in de omgeving van Rodenberg goede wegverbindingen met Hannover, Bielefeld en Hamelen. 
Met openbaar vervoer is de gehele Samtgemeinde Rodenberg karig bedeeld. Het dichtst bij gelegen spoorwegstation is Station Bantorf, direct ten oosten van de noordelijke buurstad Bad Nenndorf, maar gelegen in de gemeente Barsinghausen. Verder naar het noorden, maar beter te bereiken, en door meer treinen bediend, is Station Haste (Han) te Haste, Samtgemeinde Nenndorf. Met dit laatste station bestaat vanuit Rodenberg een goede en snelle streekbusverbinding. Overige buslijnen in de gemeente zijn in de meeste gevallen schoolbusdiensten. Deze voeren, alleen op dagen, wanneer er op de scholen les wordt gegeven, 's morgens vroeg één rit uit in de richting van de onderwijsinstellingen, en in de middag, na het uitgaan van de scholen, twee of drie in omgekeerde richting. Verder bestaat in de hele Samtgemeinde een bel-taxi(Anruf-Auto)-systeem, vooral bedoeld voor ouderen, gehandicapten e.d.. Men moet een rit één dag van tevoren aanvragen. Men kan op deze wijze vervoer regelen binnen de Samtgemeinde, en ook van en naar artsen, ziekenhuizen e.d. in de omliggende plaatsen.
De waterlopen in dit gebied zijn alleen beken, o.a. de Rodenberger Aue. Ze zijn alleen van belang voor de waterhuishouding en om hun ecologische waarde, vanwege zeldzame vogels, insecten e.d. in de beekdalen.

## Economie
In Rodenberg is in het algemeen het toerisme (vanwege het natuurschoon) van economisch belang. Er wonen verder tamelijk veel mensen, die een werkkring of studie in de stad Hannover hebben (woonforensen).
Er is een middelgroot bedrijventerrein voor meest regionaal en lokaal midden- en kleinbedrijf aan de oostkant van Rodenberg-stad, langs de hier als rondweg aangelegde B 442. Een drukkerij voor dagbladen (o.a. een deel van de oplage van de Hannoversche Allgemeine Zeitung) en een kartonfabriek op dit industrieterrein zijn van bovenregionale betekenis.

## Geschiedenis
De plaats, genoemd naar een rode berg, wordt in een document over een versterkte toren of burcht uit 930 voor het eerst vermeld.

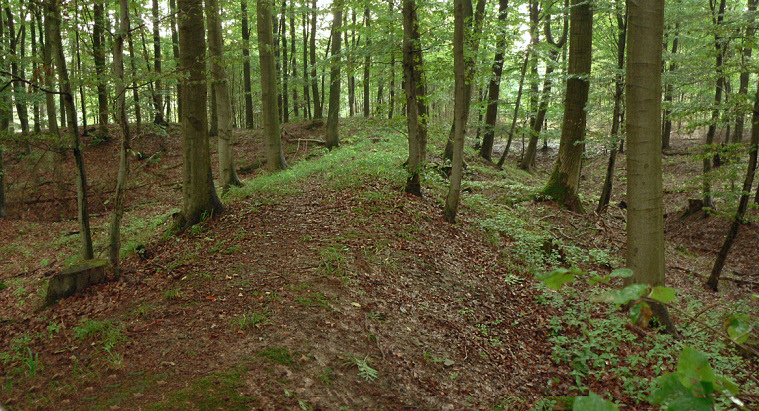
Hoek wal Heisterburg
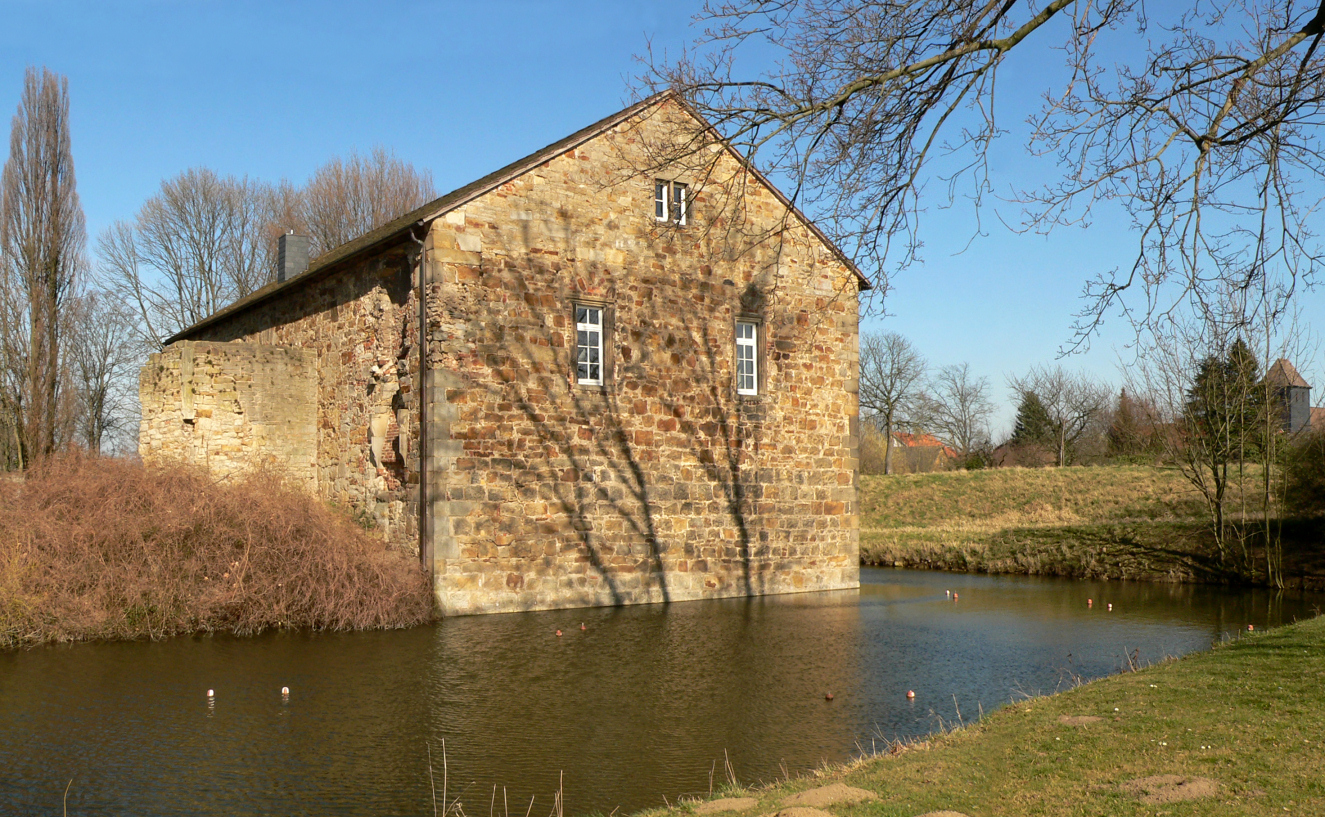
Kasteel (Schloss) Rodenberg, overblijfselen en slotgracht

Op de grens van Feggendorf en de gemeente Bad Nenndorf, in de Deister op circa 330 meter hoogte, lag in de 10e of 11e eeuw een belangrijke  walburcht met de naam Heisterburg. Deze lag op de grens van twee vroegmiddeleeuwse  gouwen, Bukkigau en Marstemgau. De overblijfselen ervan zijn sedert 1930 vaak door archeologen onderzocht. 
In 1228, volgens andere bronnen in 1240, liet graaf Adolf IV van Schauenburg en Holstein te Rodenberg een kasteel bouwen. Dat werd in de 15e, 16e en 17e eeuw nog gemoderniseerd en is, voor zover bekend, ook nooit door vijanden ingenomen, maar raakte vanaf de 18e eeuw enigszins in verval. Eind 1859 werd na de grote stadsbrand driekwart van het kasteel gesloopt. Men had de stenen nodig voor de herbouw van talrijke afgebrande gebouwen in de stad. Enkele gebouwen bleven gespaard en staan nog overeind. Een gedeelte van de verdedigingswerken werd gereconstrueerd.
In 1337 kwam het tijdens een herdenkingsmis voor de juist gesneuvelde hertog Magnus II van Brunswijk tot een ramp in de Jacobikirche (Jacobskerk). Tijdens de dienst sloeg de bliksem in in een zijgebouw. Een massale paniek brak uit onder de kerkgangers. Er werden 23 mensen in de menigte vertrappeld en zo gedood.
De plaats Rodenberg, die reeds sinds 1250 een vlek met beperkte privileges was, verkreeg in 1615 van graaf Ernst van Schaumburg volledig stadsrecht.

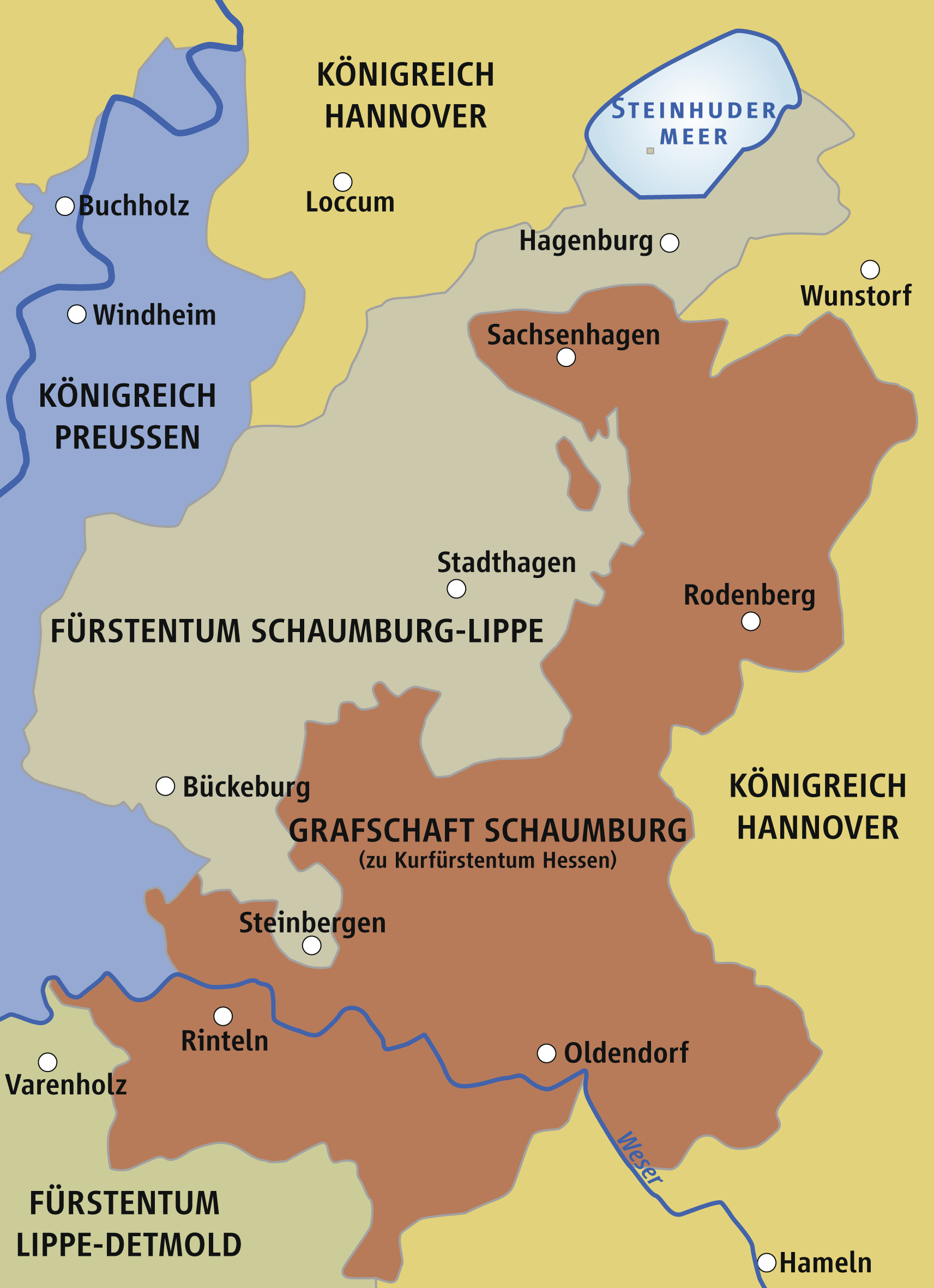
Graafschap Schaumberg, deling tussen 1640 en 1648. Rodenberg ligt in het rode, Hessische gebied.
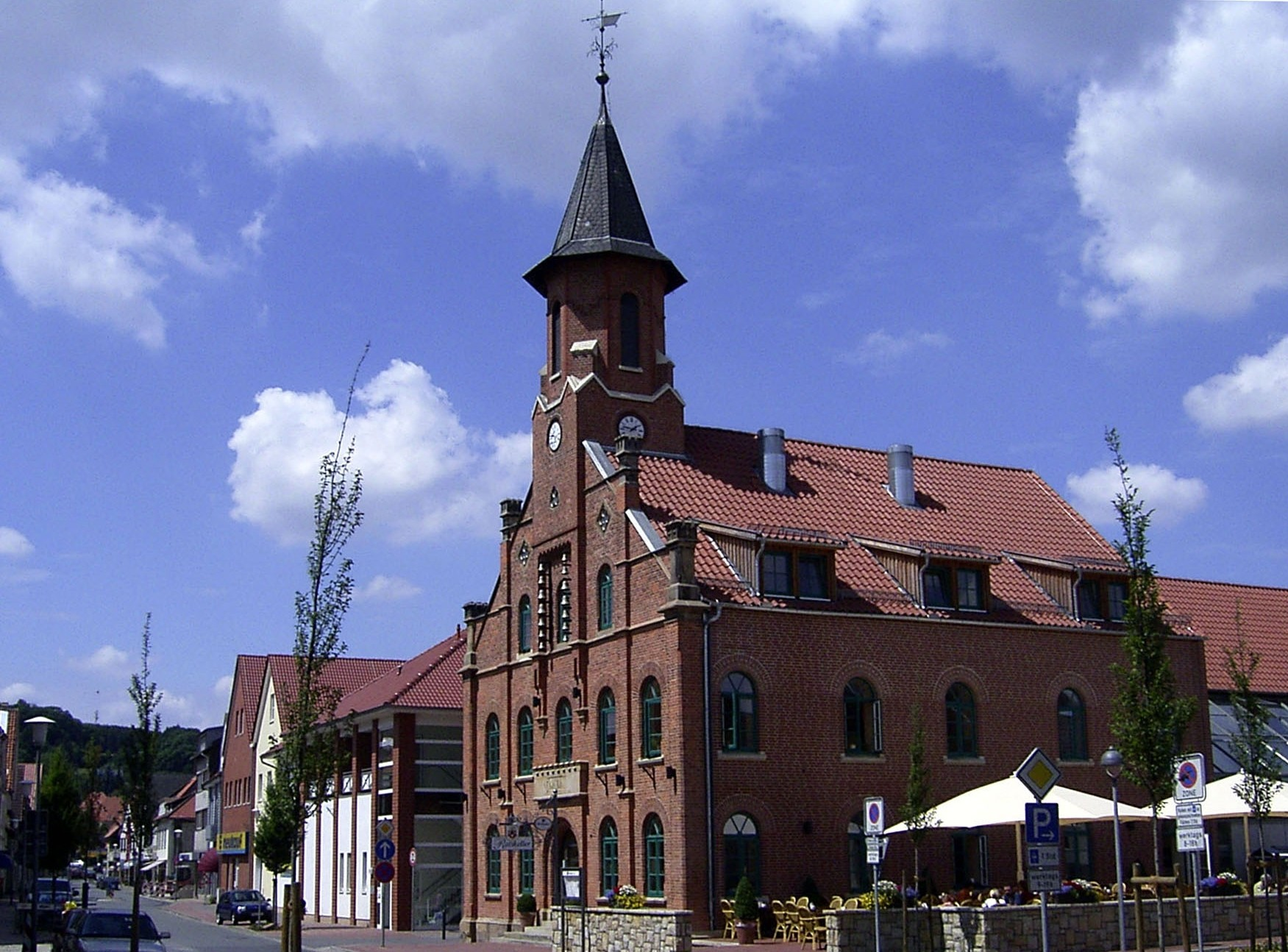
Restaurant Ratskeller in het na de brand van 1859 vier jaar later voltooide toenmalige stadhuis
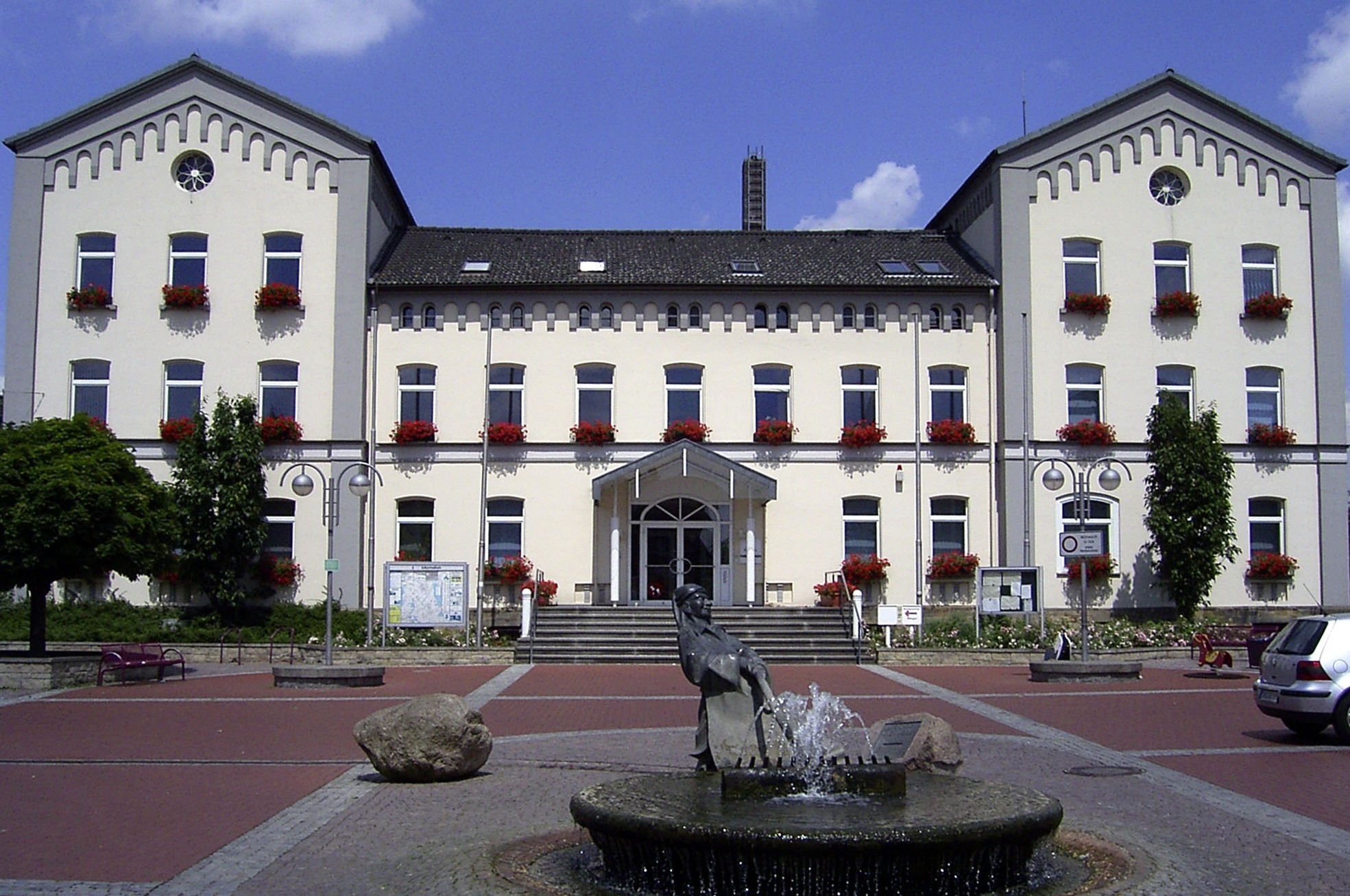
Gemeentehuis

Het gebied heeft behoord tot het Graafschap Schaumburg. Na afloop van de (ook voor deze streek rampzalige) Dertigjarige Oorlog (1618-1648) werd de reeds in 1640 afgesproken verdeling van dit graafschap bevestigd. Op grond hiervan kwam Rodenberg aan het Landgraafschap Hessen-Kassel. Na de Reformatie was dit gebied evangelisch-luthers geworden. De meeste christenen, en ook de kerkgebouwen, in Rodenberg zijn nog steeds evangelisch-luthers.
Na de Napoleontische tijd kwam het gebied weer aan Hessen-Kassel. In de Oostenrijks-Pruisische Oorlog van 1866 werd het door het Koninkrijk Pruisen geannexeerd. In 1871 werd het met Pruisen geïntegreerd in het Duitse Keizerrijk.
Een grote ramp overkwam Rodenberg op 5 november 1859. Een enorme stadsbrand legde bijna de helft van de plaats in de as. De oorzaak was oververhitting in een ast in een brouwerij. De vlammen sloegen over naar de graanvoorraad in de brouwerij en werden door een stormachtige wind daarna door de gehele stad verspreid. De bevolking sloeg eerst in paniek op de vlucht, in plaats van te helpen blussen. De bijgelovige mensen herinnerden zich het bezoek van een vrouw, die beweerde te kunnen waarzeggen. Deze had een half jaar eerder geprofeteerd, dat de stad binnen een half jaar door brand zou worden verwoest. Gelukkig waren velen tegen brand verzekerd, een in die tijd nog niet algemene, maar voor huiseigenaren in Hessen-Kassel destijds verplichte maatregel. 
In 1974 werd Rodenberg met vijf omliggende gemeentes in de Samtgemeinde Rodenberg verenigd.
Uit de periode vanaf 1860 zijn verder geen historische feiten van meer dan plaatselijk belang overgeleverd.

## Bezienswaardigheden, toerisme

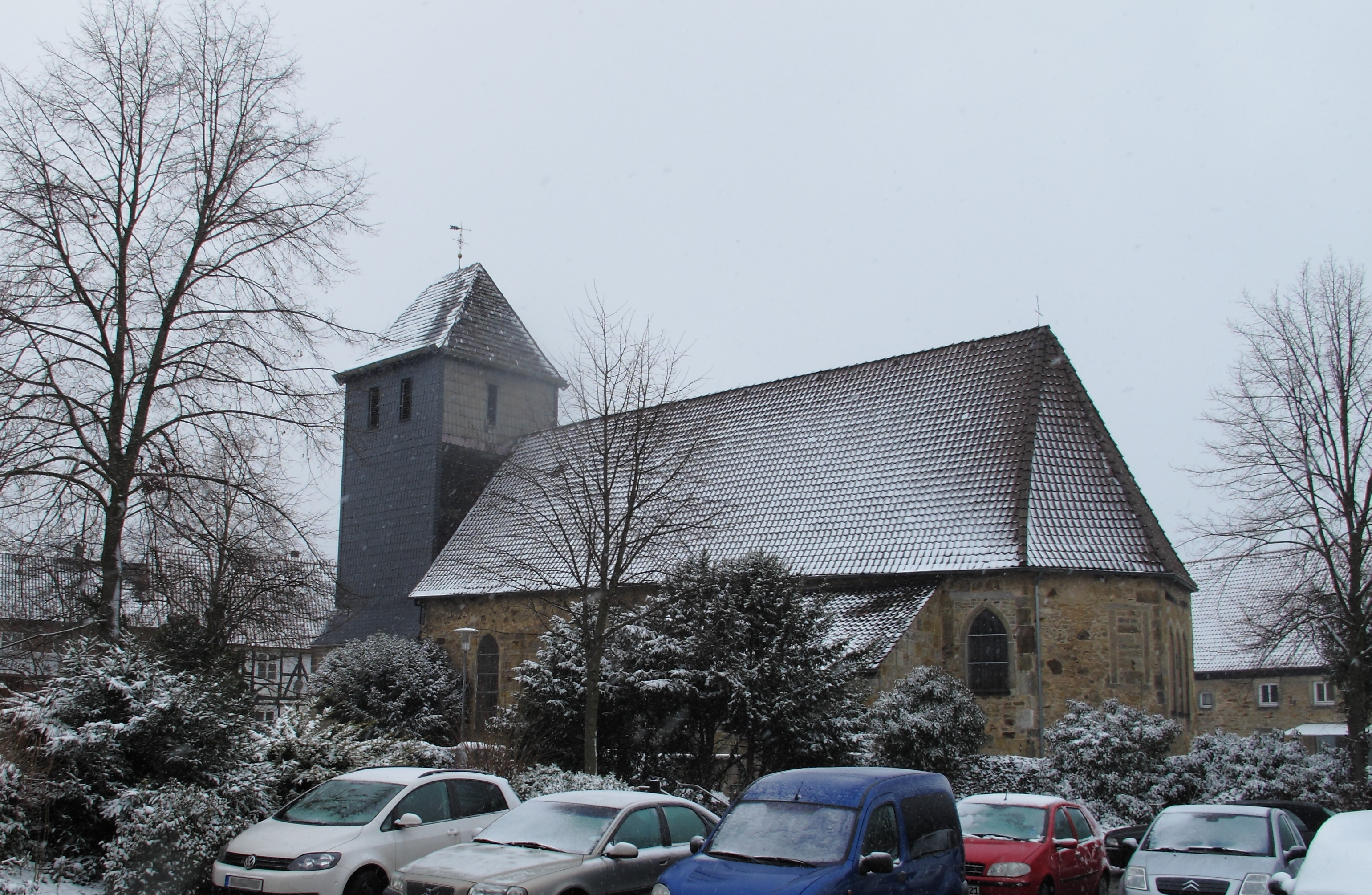
St. Jacobuskerk

- De voor een klein gedeelte reeds uit 1040 daterende, evangelisch-lutherse Jacobuskerk, even ten oosten van het stadscentrum, is na de brand van 1859 nagenoeg het enig overgebleven bezienswaardige, oude gebouw in de stad.
- De belangrijkste reden voor toeristen, om de gemeente te bezoeken is het natuurschoon in de omliggende heuvels. Zie o.a.: Deister; Wezerbergland. Hier zijn vooral wandel-, fiets- en mountainbikemogelijkheden.
- De restanten en gereconstrueerde verdedigingswerken van Schloss Rodenberg zijn als openluchtmuseum voor publiek toegankelijk.

## Belangrijke personen in relatie tot de gemeente
- Julius Rodenberg (* 26 juni 1831 in Rodenberg; † 11 juli 1914 in Berlijn; eigenlijk: Julius Levy[4]), belangrijk letterkundig journalist en te Berlijn uitgever van literaire tijdschriften; ereburger van Rodenberg-stad

- Gemeinsame Normdatei: 4363065-0
- MusicBrainz: 76495d0b-2c42-4781-9118-62857621755b

Ahnsen · 
Apelern · 
Auetal · 
Auhagen · 
Bad Eilsen · 
Bad Nenndorf · 
Beckedorf · 
Buchholz · 
Bückeburg · 
Hagenburg · 
Haste · 
Heeßen · 
Helpsen · 
Hespe · 
Heuerßen · 
Hohnhorst · 
Hülsede · 
Lauenau · 
Lauenhagen · 
Lindhorst · 
Lüdersfeld · 
Luhden · 
Meerbeck · 
Messenkamp · 
Niedernwöhren · 
Nienstädt · 
Nordsehl · 
Obernkirchen · 
Pohle · 
Pollhagen · 
Rinteln · 
Rodenberg · 
Sachsenhagen · 
Seggebruch · 
Stadthagen · 
Suthfeld · 
Wiedensahl · 
Wölpinghausen